# Tilapiinae
Sous-famille
Les Tilapiinae sont une sous-famille de poissons de la famille des Cichlidae.
Cette sous-famille est parfois intégrée dans la sous-famille Pseudocrenilabrinae suivant les classifications.

## Distribution
Les espèces de Tilapiinae se rencontrent en Afrique et au Proche-Orient.

## Classification
Tribu Hemichromini Tawil, 2001
- Hemichromis Peters, 1857
- Anomalochromis Greenwood, 1985
- Thysochromis Daget, 1988

Tribu Tilapiini Hoedeman, 1947 inc Sarotherodontina  Tawil, 2001 et Oreochromina Tawil, 2001
- Alcolapia Thys van den Audenaerde, 1968
- Gobiocichla Kanazawa, 1951
- Iranocichla Coad, 1982 Iran
- Konia Trewavas in Trewavas, Green et Corbet, 1972
- Myaka Trewavas in Trewavas, Green et Corbet, 1972
- Steatocranus Boulenger, 1899
- Tristramella Trewavas, 1942 Proche-Orient
- Pelmatochromis Steindachner, 1894
- Pterochromis Trewavas, 1973
- Tilapia Smith, 1840
- Sarotherodon Rüppell, 1852
- Stomatepia Trewavas, 1962
- Pungu Trewavas in Trewavas, Green et Corbet, 1972
- Oreochromis Pellegrin, 1904
- Danakilia Thys van den Audenaerde, 1969
- †Eurotilapia Gaemers, 1989 (fossile du Miocène)
- †Mahengechromis Murray, 2000 (fossile de l'Eocène)

Tribu Chromidotilapiini Tawil, 2001
- Nanochromis Pellegrin, 1904
- Congochromis Stiassny & Schliewen 2007
- Pelvicachromis Thys van den Audenaerde, 1968
- Chromidotilapia Boulenger, 1898
- Benitochromis Lamboj, 2001
- Teleogramma Boulenger, 1899
- Thysochromis Daget, 1988
- Enigmatochromis Lamboj, 2009

Tribu Lamprologini Hori 1983
- Variabilichromis Colombe et Allgayer, 1985
- Lamprologus Schilthuis, 1891
- Neolamprologus Colombe et Allgayer, 1985
- Altolamprologus Poll, 1986
- Chalinochromis Poll, 1974
- Julidochromis Boulenger, 1898
- Lepidiolamprologus Pellegrin, 1904
- Paleolamprologus Colombe et Allgayer, 1985
- Telmatochromis Boulenger, 1898

Tribu indéterminée
- †Palaeofulu Casier 1949 (fossil du Miocène)
- †Nderechromis van Couvering 1982 (fossil du Miocène)
- †Kalyptochromis van Couvering 1982 (fossil du Miocène)

## Source
- Phylogénie